# Demonax alcanor
Demonax alcanor là một loài bọ cánh cứng trong họ Cerambycidae.